# Myristica dactyloides
Espèce
Statut de conservation UICN

VU : Vulnérable
Myristica dactyloides est une espèce de plantes à fleurs de la famille des Myristicaceae. Elle est endémique au Sri Lanka,.

## Description
Myristica dactyloides est un arbre à feuilles persistantes qui peut atteindre 20 mètres de haut. Le tronc a souvent des racines échasses.

## Utilisation et conservation
L'arbre est couramment récolté dans la nature pour ses fruits, qui font l'objet d'un commerce local et national et sont utilisés en médecine. L'arbre est également une source locale de bois.
Les fruits de cet arbre font l'objet d'une demande importante sur le marché et les niveaux d'exploitation sont élevés. Les fruits sont collectés dans son habitat sauvage de manière indiscriminée, ce qui a eu un impact sévère sur la régénération naturelle. Ainsi, la population de cette espèce diminue très rapidement dans son habitat naturel, d'environ 40 % au cours des 90 dernières années. En outre, la dégradation des forêts et la perte d'habitat dues à l'activité humaine ont un impact sévère sur cette espèce. La plante est classée comme « vulnérable » dans la liste rouge des espèces menacées de l'UICN

## Taxonomie
Myristica dactyloides diffère du taxon indien M. beddomei par ses caractéristiques foliaires et florales. Le premier possède des feuilles largement lancéolées à largement elliptiques à base obtuse, brunâtres avec des nervures indistinctes sur la face inférieure. Les fleurs mâles ont des bracteoles caducs et les boutons floraux mâles sont nettement ellipsoïdes avec un apex pointu Some sources have it as a synonym of Myristica malabarica.

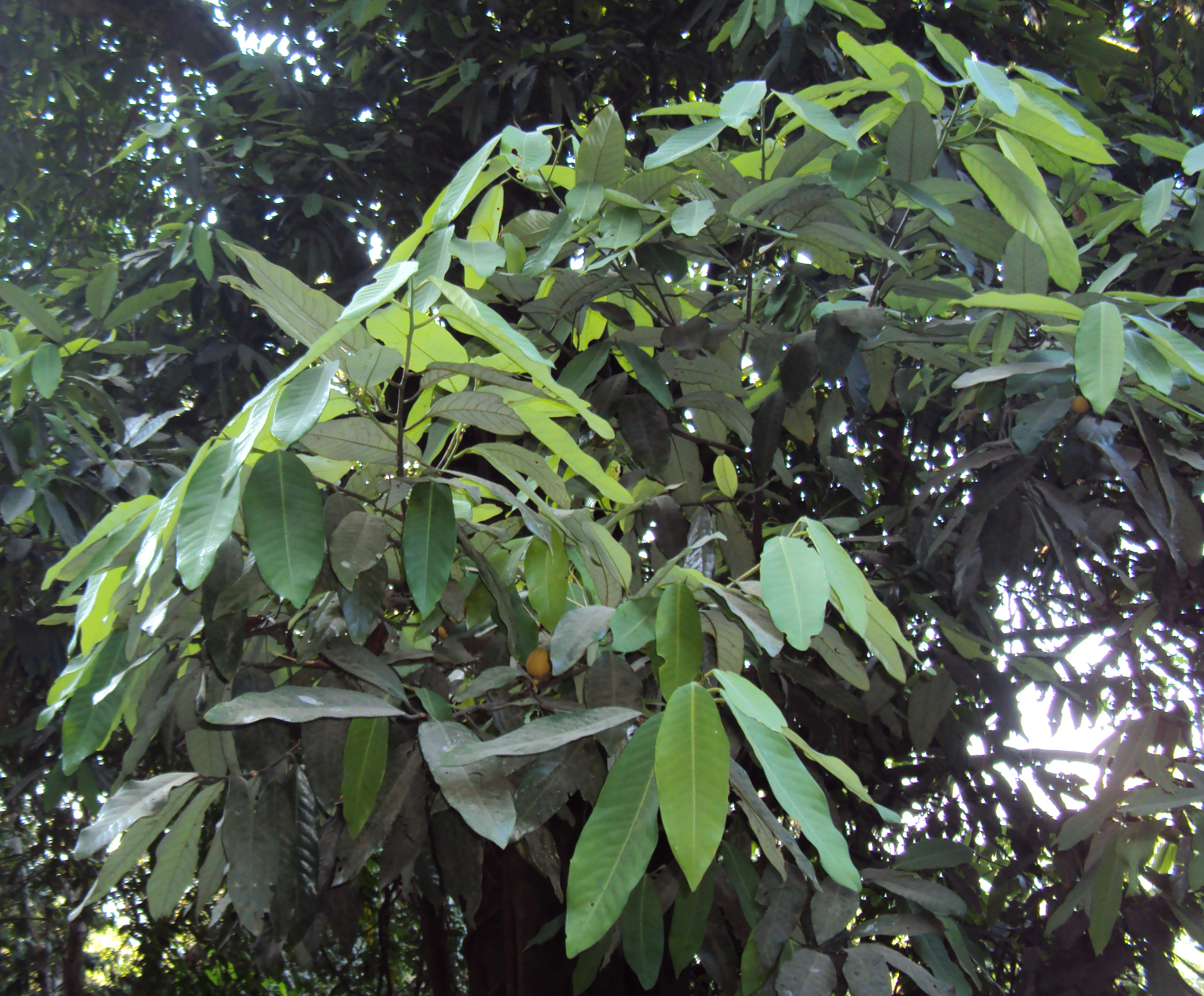
Myristica dactyloides habit

On pensait auparavant que l'espèce était présente en Inde parce que deux sous-espèces de Myristica beddomei apparentées trouvées en Inde, à savoir M. b. beddomei et M. b. ustulata', étaient identifiées à tort comme M. dactyloides Gaertn. dans de nombreux spécimens d'herbiers et dans les flores régionales.

### Synonymes
- Myristica diospyrifolia A.DC. in Ann. Sci. Nat., Bot., sér. 4, 4: 29 (1855)
- Myristica heyneana Wall. in Numer. List: 228, n.° 6789 (1832), not validly publ.
- Myristica laurifolia Hook.f. & Thomson in Fl. Ind. 1: 163 (1855)
- Palala laurifolia (Hook.f. & Thomson) Kuntze in Revis. Gen. Pl. 2: 567 (1891)

### Étymologie
Le nom générique Myristica vient du grec « muristicos » signifiant « odorant »; l'épithète dactyloides vient du grec « dactulos » « doigt » qui donne en forme de doigt odorant.